# دی‌اچ.۹
دی‌اچ. ۹ (به انگلیسی: Airco_DH.9) یک هواگرد از نوع بمب‌افکن ساخت شرکت Airco است. هواگرد دی‌اچ. ۹ نخستین پروازش را در ژوئیه ۱۹۱۷ میلادی انجام داد. این هواگرد در سال نوامبر ۱۹۱۷ میلادی رسماً معرفی گردید. در مجموع، تعداد ۴٬۰۹۱ فروند از این هواگرد ساخته شده‌است.
طراح این هواگرد، جفری د هویلند بود.